# リゾーム
リゾームとは、rhizome （希: ρίζωμα 、ラテン文字転写：rhízōma）の音写語であり、「地下茎」の一種。「根茎（こんけい）」と訳す人もいる。

## 概要
日本では主として、ドゥルーズおよびガタリの共著『千のプラトー』の中の登場する比喩的用語あるいは哲学用語として知られている。両者は、伝統的に西洋の形而上学はある絶対的な一つのものから展開していくツリーのモデルをとってきたと解釈し、それに対抗して、中心も始まりも終わりもなく、多方に錯綜するノマド的なリゾームのモデルを提唱。狙いは、体系を作り上げそれに組みこまれないものを排除してきた西洋哲学に反抗し、リゾーム（地下茎、根茎）をモデルに発想の転換をさせるところにある。
西洋近代の哲学者デカルトは、その著書である『哲学原理』の序文において、彼の時代の学校教育においても支配的であったアリストテレス的な学問論、すなわち類を異にする諸学問は相互に比較することができず、諸学問はいくつかの類に分かたれるという学問論に対して、形而上学を幹とし、そこから他の諸学問が派生していくような学問の樹のモデルを提唱した。このデカルトのいわゆる「ツリー型」の学問のモデルが、そのまま西洋の知の伝統的形態を指し示し、ひとつの絶対的で同一的なものから他の存在者が派生するという西洋の伝統的な存在論を表現しているとドゥルーズは指摘している。

## リゾーム型組織
中村雄二郎は「術語集」（岩波新書）の「制度」の章で、社会思想的にはリゾームは、セミ・ラティスという概念と同様に、官僚組織や軍隊などをツリー（樹木型）と見た場合におけるそれらの対概念である脱官僚型組織（横断的組織）と見なすことができると述べた。

## 類似概念
文芸評論家の加藤弘一は、自身のブログの中の産総研の研究員でメディア・アーティストの江渡浩一郎の著作『パターン、Wiki、XP ～時を超えた創造の原則～』(技術評論社)の書評で、エリック・レイモンドの対概念『伽藍とバザール』と、ドゥルーズの対概念「ツリーとリゾーム」は、似たようなものだと書いた。